# دولمن (ألمانيا)
دولمن هي بلدية في ألمانيا، وتجمع سكاني، تقع في Coesfeld (district) ‏، بلغ عدد سكانها 46,613 نسمة وذلك حسب إحصائيات سنة 2015، تبلغ مساحتها 184.49 كيلومتر مربع، رمزها البريدي هو 48249.

## الموقع
تشترك في الحدود مع:
- Senden, North Rhine-Westphalia [الإنجليزية]‏
- كوسفلد
- Haltern am See [الإنجليزية]‏
- لودينغهاوزن.

## مدن توأم
المدن التوأم:
- شارفيل-ميزيير
- Fehrbellin [الإنجليزية]‏.

## أعلام
- ماريان فيرنر
- هارتموت سورمان
- آن كاثرين إميريش
- فريدريش كايزر